# Яблоновский, Станислав Кароль
Станислав Кароль Яблоновский (ум. 1702) — государственный деятель Речи Посполитой, обозный великий коронный (1701—1702), староста богуславский, блонский, снинский, солотвинский и янувский.

## Биография
Представитель польского магнатского рода Яблоновских герба Прус III. Третий (младший) сын гетмана великого коронного и каштеляна краковского Станислава Яна Яблоновского (1634—1702) и Марианны Казановский (1643—1687). Старшие братья — Ян Станислав и Александр Ян Яблоновские.
Вместе со старшим братом Александром Яном Станислав Кароль Яблоновский учился в иезуитских колледжах во Львове и Праге, затем путешествовал по странам Западной Европы.
В 1695 году участвовал в битве с крымскими татарами под Львовом, в 1697 году был отправлен отцом против крымскотатарских отрядов.
В 1701 году Станислав Кароль Яблоновский получил должность обозного великого коронного.

## Семья
В 1701 году женился на Марианне Потоцкой (ум. 1749), дочери каштеляна краковского и гетмана великого коронного Феликса Казимира Потоцкого (1630—1702) и Криштины Любомирской (ум. 1669). В 1702 году после смерти своего мужа Марианна вторично вышла замуж за воеводу люблинского Адама Петра Тарло (ум. 1719).